# Fritillaria montana
La meleagride minore (Fritillaria montana Hoppe ex W.D.J.Koch) è una pianta perenne monocotiledone appartenente alla famiglia delle Liliacee.

## Descrizione
Specie tipica dei pascoli e dei luoghi rocciosi, dei monti, è una pianta esile con un bulbo ricoperto da tuniche biancastre, da cui si erge un gracile scapo lungo 20–40 cm, che porta foglie lineari-lanceolate, opposte o riunite in verticilli di 3, o più raramente disposte in ordine sparso, e solcate profondamente da nervature parallele, i fiori sono reclinati, con un perigonio campanulato, di petali ovoidali-oblunghi di colore vinoso-porporino, più o meno variegati a scacchiera, con una fossetta nettarifera ovoidale-oblunga, ha 6 stami e un pistillo con ovario supero, frutto a capsula ovoidale lungo 15–20 mm.